# Anna Kern
Anna Pietrowna Kern z domu Połtoracka, ros. Анна Петровна Керн, Полторацкая, nazwisko z drugiego małżeństwa: Markowa-Winogradzka, ros. Маркова-Виноградская (ur. 11 lutego?/22 lutego 1800 w Orle, zm. 15 maja?/27 maja 1879 w Torżku) – rosyjska arystokratka, autorka pamiętników; wywarła duży wpływ na twórczość Aleksandra Puszkina.

## Życiorys
Anna Kern urodziła się 11 lutego?/22 lutego 1800  roku w Orle w rodzinie radcy dworu (VII stopień w tabeli rang Piotra I) Piotra Markowicza Połtorackiego i Jekatieriny Iwanowny z domu Wulf. Wczesne dzieciństwo spędziła na dworze swego dziada po kądzieli Iwana Pietrowicza Wulfa, gubernatora orłowskiego. Następnie rodzina Połtorackich przeniosła się do miasta Łubnie w guberni połtawskiej, w pobliżu którego znajdowała się inna siedziba Iwana Wulfa, w Biernowie.
W wieku 17 lat ojciec wydał Annę za mąż za 52-letniego generała Jermołaja Fiodorowicza Kerna, wywodzącego swój ród od szlachty angielskiej. Anna, jak pisała w swoim dzienniku, nie szanowała i nie kochała męża, prawie go nienawidziła. Jej uczucia do małżonka przeniosły się na córki: Jekatierinę i Annę, które urodziła w latach 1818 i 1821.
Ponieważ Jermołaj Kern był wojskowym, rodzina często zmieniała miejsce pobytu, co pozwoliło Annie rozszerzyć krąg znajomych. W Kijowie poznała Rajewskich, o których miała wysokie mniemanie, w Dorpacie zaprzyjaźniła się z rodziną chirurga Mojera. W Petersburgu Anna Kern poznała Iwana Kryłowa i Aleksandra Puszkina. Miewała także romanse, o których wspominała w swoim pamiętniku.
W czerwcu 1825 roku po drodze do Rygi Anna Kern odwiedziła swoją ciotkę w Trigorskim, gdzie ponownie spotkała Puszkina. Poeta przebywał wówczas na wygnaniu w Michajłowskim, położonym w sąsiedztwie Trigorskiego. Po tym spotkaniu powstał jeden z najbardziej znanych wierszy Puszkina Do ***. Zachowała się korespondencja pomiędzy Puszkinem a Kern, prowadzona kokieteryjnym językiem. Dopiero po dwóch latach od spotkania w Trigorskim wybuchł między nimi krótkotrwały romans, gdy poeta przybył do Petersburga. Puszkin ironicznie podchodził do związku, a nawet wspomniał o nim w jednym z listów do przyjaciela Siergieja Sobolewskiego, nazywając kochankę nierządnicą babilońską.
Kontakty z Aleksandrem Puszkinem zostały zerwane po tym, jak poeta ożenił się z Natalją Gonczarową, choć Kern nadal podtrzymywała dobre stosunki z rodziną Puszkinów oraz z siostrą poety, Olgą, na której cześć nazwała później swoją młodszą córkę. Kern w dalszym ciągu obracała się w kręgu arystokratów. W latach trzydziestych XIX wieku nawiązała nowe przyjaźnie z: Antonem Delwigiem, Dmitrijem Wieniewitinowem, Siergiejem Sobolewskim, Aleksiejem Illiczewskim, Aleksandrem Nikitienką, Michaiłem Glinką, Fiodorem Tiutczewem, Iwanem Turgieniewem. Glinka napisał muzykę do wiersza Do***, jednak utwór zadedykował córce Anny Kern, Jekatierinie, w której był zakochany.
W wieku 36 lat Anna Kern zakochała się w szesnastoletnim kadecie Aleksandrze Markowie-Winogradzkim, będącym jej dalszym kuzynem. Przestała pojawiać się w świecie towarzyskim, spędzała większość czasu z rodziną. Ze związku z Markowem-Winogradzkim w 1839 roku urodziła syna Aleksandra. W 1841 roku, po śmierci małżonka, wyszła za mąż za kadeta, tracąc przy tym prawo do emerytury po mężu. Małżonkowie prowadzili skromny tryb życia. W międzyczasie u Anny Pietrowny wykryto gruźlicę, więc rodzina przeniosła się na wieś, do posiadłości dziada Anny w Sosnicy guberni czernihowskiej.
W 1855 roku Markow-Winogradzki otrzymał posadę na dworze księcia Dołgorukowa w Petersburgu. Aby utrzymać się z niskiej pensji, Anna Pietrowna zajęła się tłumaczeniami. W 1865 roku Aleksandr Wasiljewicz przeszedł na emeryturę i małżeństwo opuściło Petersburg. Bieda zmusiła Annę Pietrownę do sprzedawania pamiątek, m.in. listów Puszkina po pięć rubli za sztukę. W 1879 roku zmarł na raka żołądka Markow-Winogradzki, Anna Pietrowna zmarła cztery miesiące po nim. Została pochowana obok kamiennej cerkwi w Prutni (6 km od Torżka), jednak dokładna lokalizacja grobu nie jest znana. Na cmentarzu w Prutni znajduje się symboliczna mogiła, a na miejscu zniszczonej cerkwi – pomnik z napisem w języku łotewskim.